# روبي نيلسون
روبي نيلسون (بالإنجليزية: Robbie Neilson)‏ (19 يونيو 1980 في المملكة المتحدة - ) هو مدرب كرة قدم ولاعب كرة قدم بريطاني في مركز الدفاع. شارك مع منتخب اسكتلندا تحت 21 سنة لكرة القدم ومنتخب اسكتلندا الثانوي لكرة القدم ‏ ومنتخب اسكتلندا لكرة القدم. أما مع النوادي، فقد لعب مع دندي يونايتد وكوين أوف ساوث وليستر سيتي ونادي برينتفورد ونادي فالكيرك وهارت أوف ميدلوثيان ونادي إيست فيف ونادي كاودينبيث لكرة القدم.

## وصلات خارجية
- روبي نيلسون على موقع قاعدة بيانات كرة القدم.إي يو (الإنجليزية)
- روبي نيلسون على موقع ناشيونال فوتبول تيمز (الإنجليزية)
- روبي نيلسون على موقع Soccerbase.com (لاعب) (الإنجليزية)
- روبي نيلسون على موقع Soccerbase.com (مدرب) (الإنجليزية)